# Eldorado (Edu Falaschi)
Eldorado è il quarto album solista di Edu Falaschi cantante carioca molto celebre in Brasile, frontman che deve gran parte del suo successo per essere stato successore del conterraneo Andre Matos negli Angra, fatto che lo ha reso celebre al grande pubblico nel panorama "hard and heavy".

## Il disco
Avviato ad una carriera solista da quasi un decennio, Falaschi prosegue sulla scia del genere che lo ha consacrato al successo: Power e speed metal con interventi latino americani. 
La line-up con la quale Edu si presenta è la stessa del precedente Vera Cruz, band che il frontman ha portato in tour per oltre un anno e con la quale ha subito inciso questo seguito.

## Tracce
1. Quetzalcóatl
2. Señores del mar (Wield the Sword)
3. Sacrifice
4. Empty Shell
5. Tenochtitlán
6. Eldorado
7. Q'equ'm
8. Reign of Bones
9. Suddenly
10. Wings of Light
11. In Sorrow

## Formazione
- Eduardo Falaschi - voce
- Diogo Mafra - chitarra
- Roberto Barros - chitarra
- Raphael Dafras - basso
- Fábio Laguna - tastiere
- Aquiles Priester - batteria, percussioni

### Ospiti
- Sara Curruchich
- José Andrea
- Pablo Greg